# Eremophila cryptothrix
Eremophila cryptothrix är en flenörtsväxtart som beskrevs av Chinnock. Eremophila cryptothrix ingår i släktet Eremophila och familjen flenörtsväxter. Inga underarter finns listade i Catalogue of Life.